# Kirill Ladygin

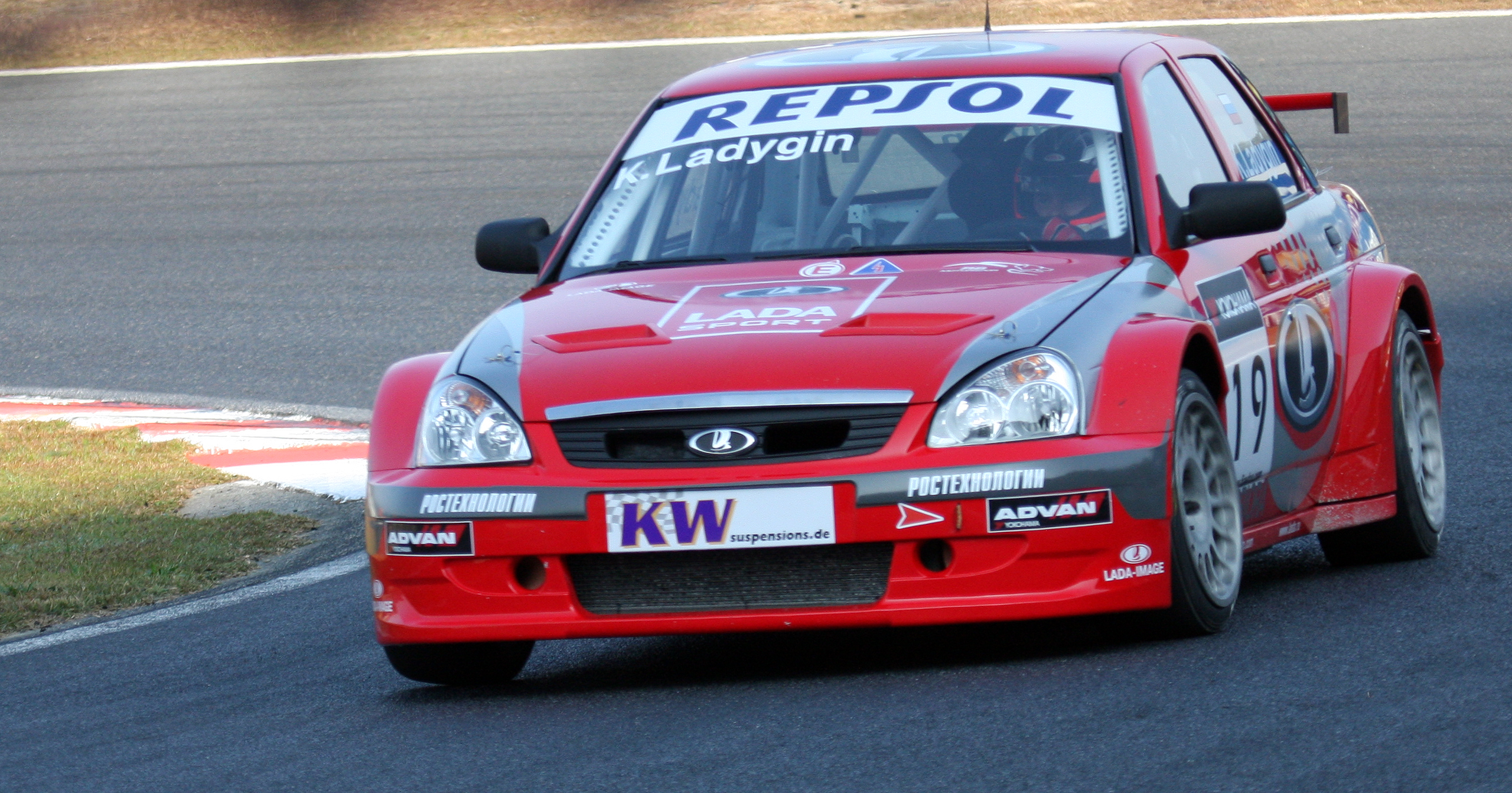
Kirill Ladygin in actie op het Okayama International Circuit in 2009.

Kirill Sergejevitsj Ladygin (Russisch: Кирилл Сергеевич Ладыгин) (Jekaterinenburg, 17 december 1978) is een Russisch autocoureur.

## Carrière
Ladygin won in 2004 en 2006 de Russische Lada Revolution Cup. In 2008 maakte hij zijn debuut in het World Touring Car Championship voor het team Russian Bears Motorsport, waarin hij de derde auto reed naast Jaap van Lagen en Viktor Shapovalov. Hij reed enkel in de laatste vier raceweekenden van het seizoen in een Lada 110 2.0, waarin een negentiende plaats op het Okayama International Circuit zijn beste resultaat was.
In 2009 keerde Ladygin terug in het WTCC voor Russian Bears, ditmaal met volledige fabriekssteun van Lada. Opnieuw waren Van Lagen en Shapovalov zijn teamgenoten, terwijl James Thompson enkele raceweekenden instapte. Terwijl Lada vanaf de ronde op de Motorsport Arena Oschersleben overstapte naar een Lada Priora, was een elfde plaats op het Stratencircuit Marrakesh het beste resultaat van Ladygin, waarmee hij opnieuw puntloos bleef.
Nadat Lada eind 2009 met het WTCC-fabrieksteam stopte, reed Ladygin een jaar geen races voordat hij in 2011 overstapte naar de Lada Granta Cup. Met zes overwinningen uit twaalf races won hij dit kampioenschap. In 2012 stapte hij over naar het Europese FIA GT3-kampioenschap voor Russian Bears en eindigde hier als elfde. Ook won hij de 24 uur van Barcelona in de A3T-klasse.
In 2013 reed Ladygin in verschillende GT-kampioenschappen, waaronder de International GT Open, waarin hij als 28e eindigde. Ook won hij samen met Fabio Babini en Viktor Shaitar de GTC-klasse van de European Le Mans Series en eindigde hij als tweede in de GT3 Pro-Am Cup van de Blancpain Endurance Series.